# Oritia (amazona)
|  | Per a altres significats, vegeu «Oritia». |

Segons la mitologia grega, Oritia (en grec antic: Ὠρείθυια) va ser una de les reines de les amazones, juntament amb les germanes Antíope i Hipòlita, succeint Marpesia quan aquesta va morir lluitant contra els bàrbars. Alguns autors la confonen amb Hipòlita, i de vegades es barregen les gestes de les dues.
El seu talent militar era destacat, el que va portar a que les amazones es convertissin en un poble temut i admirat. Això va portar terribles conseqüències, ja que el rei Euristeu, que va encomanar a Hèracles els seus dotze treballs, també li va demanar com a prova que li portés les armes de la reina de les amazones, gesta que considerava impossible per la fama de guerreres imbatibles que havien aconseguit.
Hèracles i el seu exèrcit grec van penetrar en territori de les amazones mentre Oritia lluitava contra els reis frigis Otreu i Migdone i Príam, rei de Troia, de forma que van sorprendre Antíope sola i indefensa. El mateix Teseu, que formava part de l'expedició, la va raptar i la convertir en la seva esposa.
En rebre la notícia de la derrota i del segrest de sa germana, Oritia va jurar venjança, i va demanar ajuda a Sagilos, rei d'Escítia. Es deia que les amazones descendien dels pobles escites i que van abandonar les terres quan els seus marits van morir assassinats. Els dos pobles conservaven una estreta aliança, i Sagilos va enviar el seu propi fill Panasàgor, a venjar les seves aliades. Van envair l'Àtica, van infligir als grecs nombroses derrotes, arribant a ocupar Atenes i a assetjar l'Acròpoli, però Panasàgor les va abandonar en mig d'una batalla crucial, provocant que les amazones patissin una derrota gairebé definitiva.
Oritia va fugir a Mègara, on va morir de pena i d'impotència. Com que no va deixar descendència, havent jurat mantenir-se verge tota la vida, Pentesilea es va fer càrrec de dirigir les amazones, que en la seva major part van tornar a Escítia.